# Titanopsis
Titanopsis är ett släkte av isörtsväxter. Titanopsis ingår i familjen isörtsväxter.
Kladogram enligt Catalogue of Life:
| Titanopsis | \| \| Titanopsis calcarea \| \| \| \| \| \| Titanopsis hugo-schlechteri \| \| \| \| \| \| Titanopsis primosii \| \| \| \| \| \| Titanopsis schwantesii \| \| \| \| |
|            | \| \| Titanopsis calcarea \| \| \| \| \| \| Titanopsis hugo-schlechteri \| \| \| \| \| \| Titanopsis primosii \| \| \| \| \| \| Titanopsis schwantesii \| \| \| \| |
|            | Titanopsis calcarea |
|            | |
|            | Titanopsis hugo-schlechteri |
|            | |
|            | Titanopsis primosii |
|            | |
|            | Titanopsis schwantesii |
|            | |

## Bildgalleri

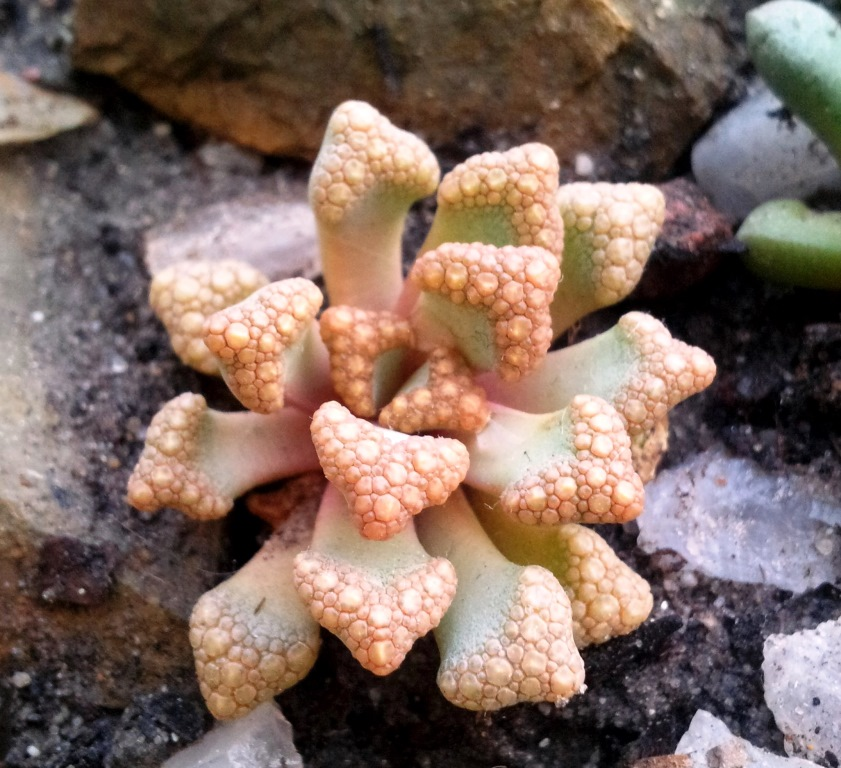
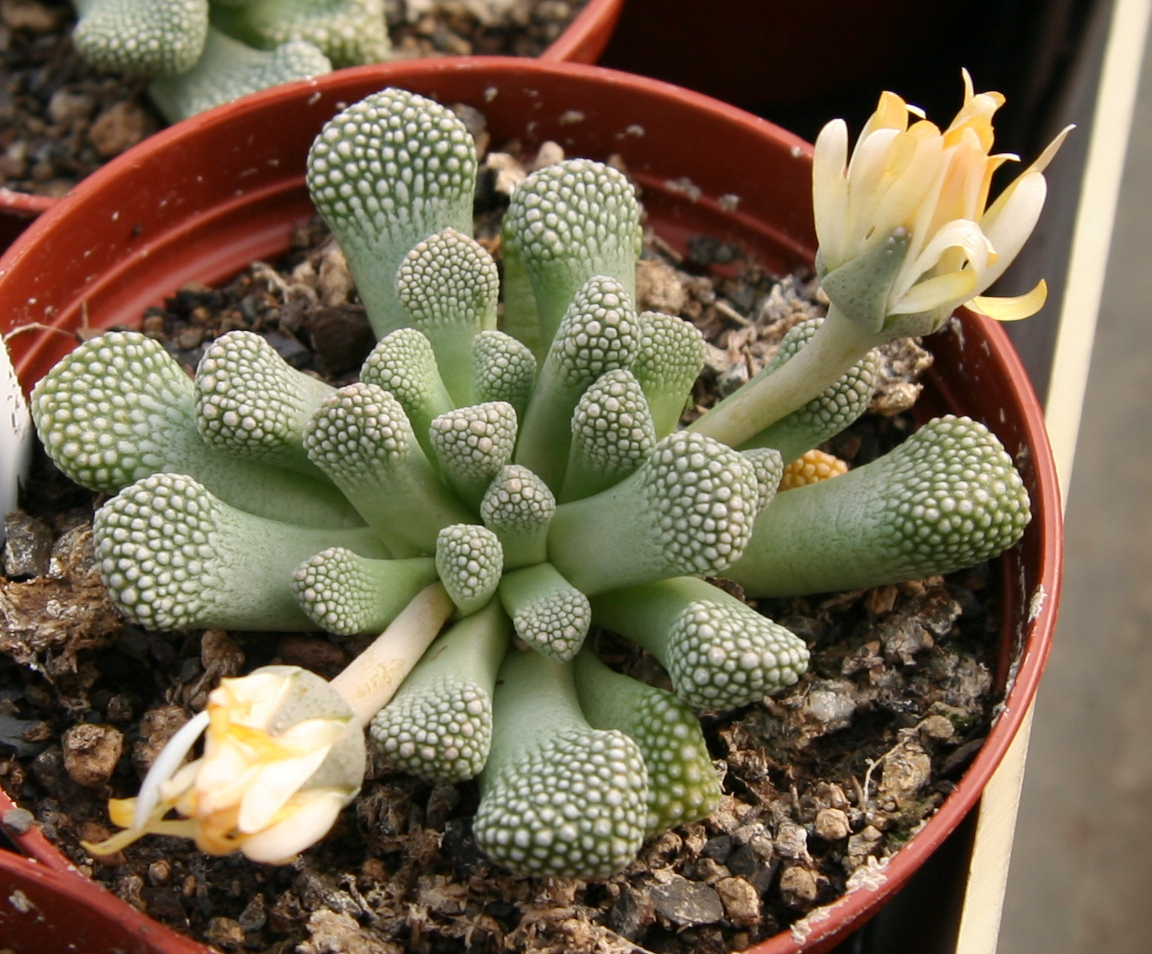